# 쉬드항공 SE 210 카라벨

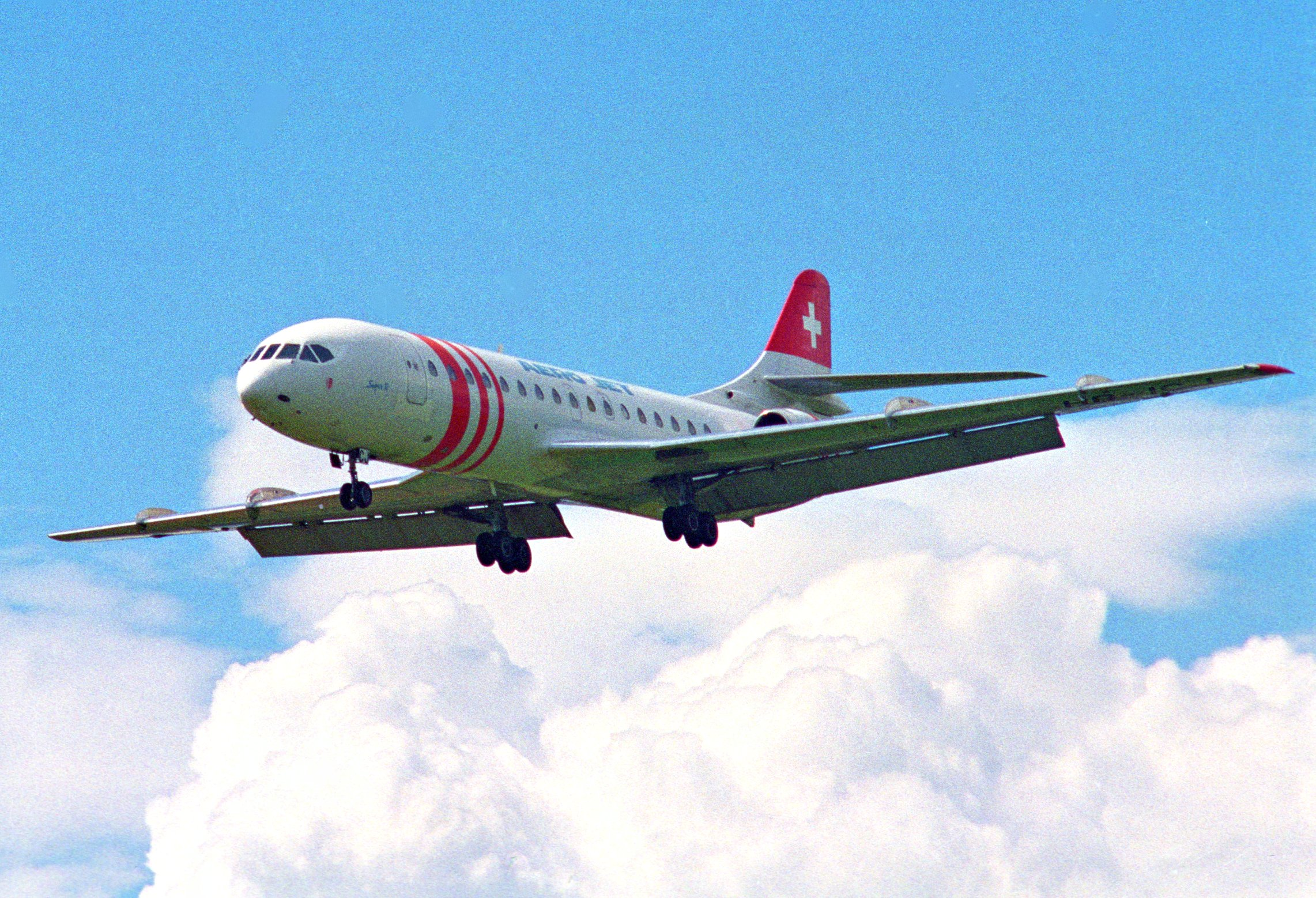

쉬드항공 SE 210 카라벨(프랑스어: Sud-Aviation SE 210 Caravelle [kaʀavεl][*])은 프랑스에서 개발된 제트여객기다. 1950년대 초에 SNCASE에서 개발하여 1955년 5월 27일 초도비행했다. 1959년 카라벨이 정식 취항하기 전에 SNCASE가 쉬드항공에 합병되면서 쉬드항공 기종이 되었다. 1972년 생산이 종료될 때까지 282기가 건조되었고, 2005년 마지막 기체가 퇴역했다.

## 같이 보기
- 더 해빌런드 DH.106 코멧
- 맥도널 더글러스 DC-9
- 투폴레프 Tu-134